# دومنیکو براردی
دومنیکو براردی (ایتالیایی: Domenico Berardi؛ زاده ۱ اوت ۱۹۹۴) یک بازیکن فوتبال اهل ایتالیا و باشگاه ساسوئولو است.
براردی در سال ۲۰۱۲ فعالیت حرفه‌ای باشگاهی خود را با ساسولو آغاز کرد و به این تیم کمک کرد تا عنوان قهرمانی سری بی را کسب کند و در اولین فصل خود به سری آ صعود کند. او به عنوان بهترین بازیکن لیگ نیز انتخاب شد. بازی‌های خوب او در سری آ باعث شد تا او به عنوان یکی از آینده‌دارترین فوتبالیست‌های جوان ایتالیا جایزه براوو را در سال ۲۰۱۵ به دست آورد. او اولین بازی ملی بزرگسالان خود را با ایتالیا در سال ۲۰۱۸ انجام داد و یکی از بازیکنان تیمی بود که قهرمان یورو ۲۰۲۰ شد. 

## افتخارات

#### ساسولو
- سری بی : ۲۰۱۳-۲۰۱۲

#### ایتالیا
- قهرمانی اروپا : ۲۰۲۰

#### شخصی
- بهترین بازیکن سال سری بی : ۲۰۱۳
- جایزه (AIAC Leader Under 21) : ۲۰۱۳-۱۴
- جایزه براوو : ۲۰۱۵
- ارائه کننده بهترین پاس گل های سری آ : ۲۱۵-۲۰۱۴ ، ۲۰۲۲-۲۰۲۱